# Polyrhachis abrupta
Polyrhachis abrupta é uma espécie de formiga do gênero Polyrhachis, pertencente à subfamília Formicinae.